# Wilfried Telkämper

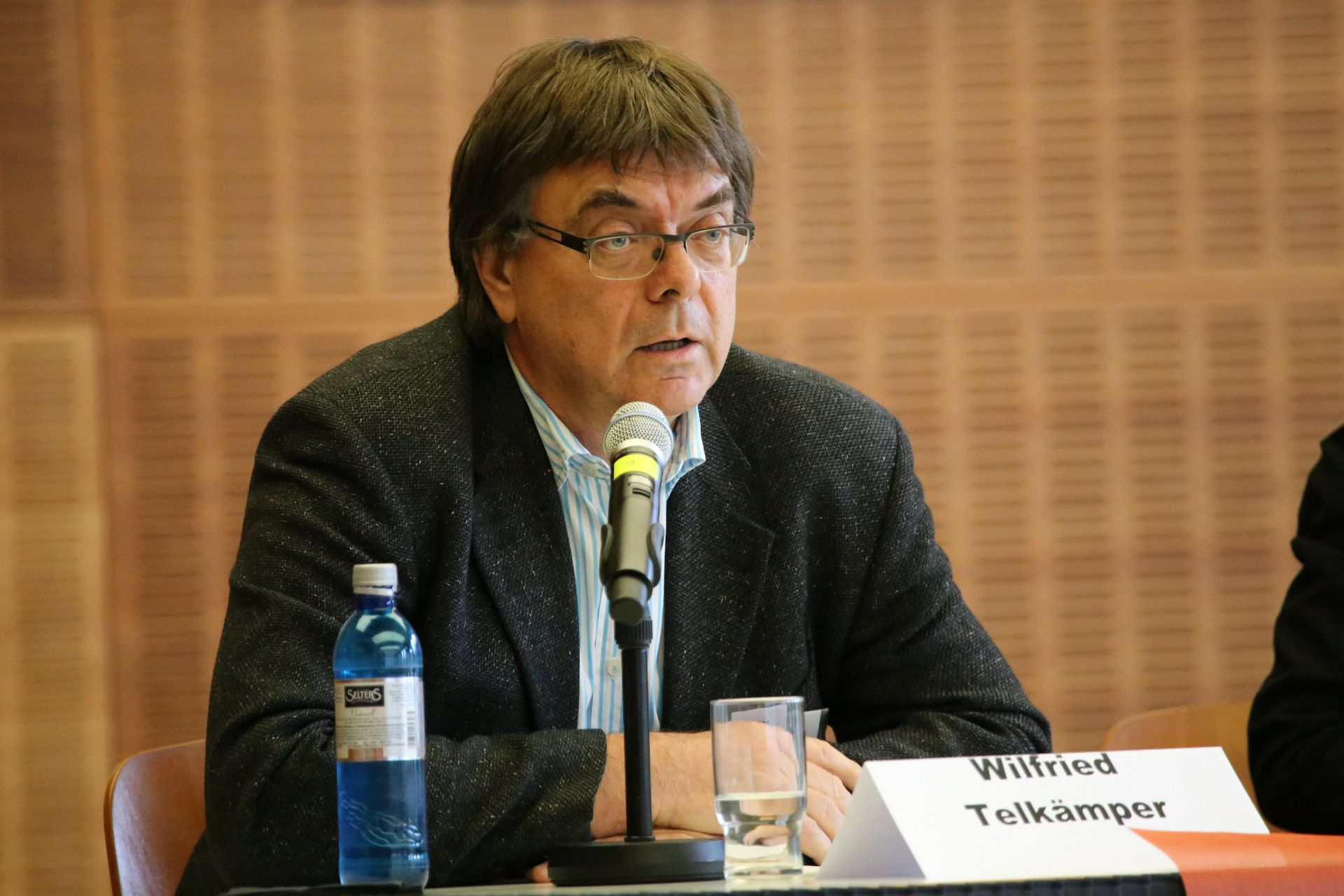
Wilfried Telkämper bei der 2. Frankfurter Hilfe-Konferenz (2014)

Wilfried Telkämper (* 16. Januar 1953 in Lingen (Ems)) ist ein deutscher Bildungsmanager und Politiker (Die Linke).

## Leben und Wirken
Wilfried Telkämper kandidierte 1984 für die Grünen auf Platz 8 der Bundesliste erstmals für das Europaparlament. 1987 rückte er im Rahmen der Rotation der grünen Parlamentarier in das Europaparlament nach. Von 1987 bis 1999 war er Ko-Fraktionsvorsitzender seiner Fraktion. 1989 wurde er als Kandidat der Grünen in das Europäische Parlament gewählt, dem er – zunächst in der Regenbogen-, später in der Grünen-Fraktion – bis 1999 angehörte. Von 1989 bis 1992 war er Vizepräsident des Europäischen Parlaments.
2000 kandidierte er als überparteilicher Kandidat von SPD, Bündnis 90/Die Grünen, FDP und Unabhängigen in seiner Geburtsstadt Lingen (Ems) bei der ersten Oberbürgermeister-Direktwahl, unterlag aber dem CDU-Kandidaten Heiner Pott. Im Jahr 2002 trat er bei den Bündnisgrünen aus. 2006 war er Kandidat der WASG im Wahlkreis 47 Freiburg II zu den Landtagswahlen und erzielte das landesweit beste Ergebnis für die Partei. Zu seinen politischen Schwerpunkten gehören die Bildungspolitik und die Umweltpolitik.
Am 16. Juni 2007 trat er auf dem Parteitag der Partei Die Linke bei. Für die Europawahl 2009 wurde Telkämper am 1. März 2009 auf dem Europaparteitag der Partei Die Linke auf dem 14. Listenplatz aufgestellt.
Seit 1. Juli 2010 ist er Direktor des Zentrum für Internationalen Dialog und Zusammenarbeit (ZID), einer Einrichtung der Rosa-Luxemburg-Stiftung. Davor war er als Leiter des Bereiches Industrie- und Transformationsländer und in der erweiterten Geschäftsführung bei InWEnt tätig. Telkämper wohnt in Freiburg im Breisgau und Berlin.

## Veröffentlichungen
- Süderweiterung um jeden Preis? Die „Mittelmeerpolitik“ der Europäischen Union. Thesenpapier, Freiburg November 1995.
- Stellungnahme für den Entwicklungsausschuß zum Bericht Dury/Maij-Weggen bezüglich der Regierungskonferenz. 13. März 1996.